# Iberolacerta cyreni
Iberolacerta cyreni és una espècie de sauròpsid escatós endèmica del Sistema Central de la península Ibèrica. Antigament era considerada subespècie d’Iberolacerta monticola. L'estatus específic d’aquest tàxon està recolzat per la morfologia, els al·lozims i l'ADN mitocondrial. Antigament estava inclòs al gènere Lacerta, però ara està inclòs a Iberolacerta.

## Morfologia
És una sargantana mitjana i robusta; el cap i el tronc mesuren fins a 6 cm i la cua equival a 1,5 vegades aquesta longitud. El cap és gros i deprimit, com el tronc i la cua, que també són una mica deprimits i robusts. Té les potes ben desenvolupades. L'escata internasal és grossa i en contacte amb la rostral; les dorsals són grosses, de vegades lleugerament carenades però més sovint llises, i s'empetiteixen en els flancs. Encara que les diferents formes presenten coloració i dibuix variables. El dors és gris o castany oliva, lleugerament metàl·lic i pràcticament uniforme, blanc pur, groguenca o verdosa. Les cries presenten la cua d'una tonalitat blavosa que desapareix en l'adult.

## Ecologia
Les localitats d'aquesta espècie són escasses i no hi ha gaires estudis sobre llur biologia; per una altra banda, aquesta forma tampoc no és ben coneguda a la resta de l'àrea. També és present en localitats rocoses de tipus rascler, amb escassa cobertura vegetal, a les esquerdes de la roca, normalment herbàcia. És resistent al fred; pot suportar estius molt curts i poc càlids i hiverns llargs, refugiada a les esquerdes rocoses.
S'alimenta quasi exclusivament de petits artròpodes, sobretot d'insectes com dípters, ortòpters, himenòpters (sobretot formigues i també abelles), hemípters i lepidòpters i llurs larves, incloses preses relativament grosses, de les quals consumeix de 5 a 10 per dia.
Pel que fa a la reproducció, se'n coneix la posta a la segona quinzena de juliol, formada per de cinc a deu ous de 9x14 mm, incubats durant uns 59 dies, que donen cries que mesuren 22 cm de cap i tronc i 22 mm de longitud total. Té un interval de preferència tèrmica molt ampli, de 30 a 42 °C, i sembla regular poc o gens la seva temperatura corporal. Es comporta amb marcada tigmotèrmia i, encara que és àgil, és un animal poc actiu, que s'assolella durant hores, fora de les estones de caça. Qualsevol petit núvol els fa desaparèixer, però tornen a sortir si el sol surt novament.
Aquesta espècie és endèmica del Sistema Central d'Espanya, a la Sierra de Béjar, la Serra de Gredos, la Serrota i la Serra de Guadarrama, entre els 1.300 i 2.500 m d'alçada.
És una espècie amenaçada. Les seves poblacions estan molt fragmentades i estan amenaçades per la pèrdua d’hàbitats, especialment a causa de la construcció d’estacions d'esquí i de carreteres. També podria ser afectat negativament en el futur pel canvi climàtic.